# Avenida Ramón Menéndez Pidal
La avenida Ramón Menéndez Pidal es una arteria de la ciudad española de Albacete.

## Toponimia
Recibe su nombre en honor al filólogo, historiador, folclorista y medievalista gallego Ramón Menéndez Pidal, quien cursó estudios en el Instituto Bachiller Sabuco de la capital albaceteña.

## Historia
En 2014 fue una de las vías elegidas para poner en práctica el proyecto europeo Placemaking Four Cities, con el fin de impulsar su transformación.

## Características
La avenida Menéndez Pidal está situada en el límite entre los barrios El Pilar, Industria y Feria de la capital albaceteña, al norte de la ciudad. Comienza su recorrido en la plaza de Isabel II y, discurriendo en dirección sur-norte, finaliza en la plaza de la Tamos. 
La vía cuenta con un bulevar central a lo largo de su recorrido. Es una calle de carácter comercial que alberga, junto a su entorno, uno de los centros comerciales abiertos de la ciudad, Boulevard.
En los adoquines a lo largo de la vía así como en los de la contigua avenida Isabel la Católica están grabados veintisiete acontecimientos importantes de la historia de la ciudad.